# Sibynophis
Sibynophis – rodzaj węży z podrodziny Sibynophiinae w rodzinie połozowatych (Colubridae).

## Zasięg występowania
Rodzaj obejmuje gatunki występujące w Pakistanie, Indiach, Sri Lance, Bangladeszu, Chinach, na Tajwanie, w Nepalu, Bhutanie, Mjanmie, Tajlandii, Laosie, Kambodży, Wietnamie, Malezji, Singapurze, na Filipinach i w Indonezji, według niektórych źródeł także w Brunei i Korei Południowej (wyspa Czedżu).

## Systematyka

### Etymologia
Sibynophis: gr. σιβυνη sibunē lub σιβυνης sibunēs „włócznia, oszczep”; οφις ophis, οφεως opheōs „wąż”.

### Podział systematyczny
Do rodzaju należą następujące gatunki:
- Sibynophis bistrigatus (Günther, 1868)
- Sibynophis bivittatus (Boulenger, 1894)
- Sibynophis chinensis (Günther, 1889)
- Sibynophis collaris (Gray, 1853)
- Sibynophis geminatus (Boie, 1826)
- Sibynophis grahami (Boulenger, 1904)
- Sibynophis melanocephalus (Gray, 1834)
- Sibynophis sagittarius (Cantor, 1839)
- Sibynophis subpunctatus (Duméril, Bibron & Duméril, 1854)
- Sibynophis triangularis Taylor & Elbel, 1958